# フィデリティ・インベストメンツ
フィデリティ・インベスメンツ (Fidelity Investments) は、投資信託の販売・運用会社。エドワード・ジョンソン2世が前身のフィデリティ・ファンドに主導権を確立して以来、同族経営が続いている。ミューチュアル・ファンドだけで300以上の基金を持ち、4100万人以上の投資家との取引がある。運用資産額は2023年現在で4.5兆ドル。11月にアビー・ジョンソンが父親のエドワード・ジョンソン3世から会長職を引き継いだ。フィデリティ・インベストメンツは2018年6月29日現在、バークシャー・ハサウェイの筆頭株主である（FMR 3.98%, Fidelity Contrafund Inc 2.87%）。

## 概要
1946年設立のFidelity Management and Research LLC（FMR LLC）が、投資アドバイザー及びフィデリティ・ファミリーの投資信託会社として機能している。3つの基金部門に分かれており、高額所得がボストン、平均所得がメリマクに置かれている。
エドワード・ジョンソン2世がつくったピューリタンファンドは健在である。1962年にスタートしたマゼランファンドは、相場師のピーター・リンチが世界規模に育て上げた。
フィデリティ・マネジメント・カンパニーを任されたD. George Sullivanも、ピーターリンチのように成長株ファンドや試験ファンドを世話した。FMCは1967年にNVという会社形態でバミューダにFidelity International Fund NVを設立した。これはファンド・オブ・ファンズのバーニー・コーンフェルドにならったオフショアファンドである。2年後、会社形態を改めてFidelity International Limited（FIL）となった。
1974年に本社がフィデリティ・インカム・トラストというマネー・マーケット・ファンドを設立した。
FILが本国税法の適用を免れたくなって、1980年6月30日にFMRから法的に分離した。エドワード・ジョンソン3世が会長職をFMRのそれと兼任した。そのときの会社年報によれば、彼と幹部らはFMRの無議決権株を一定数手放してそれぞれがFIL株を取得し、定款で他の国際組織による資本参加を例外なく排除した。FMRとは契約で密接に提携した。
1983年にアクサ系列のエクイタブル生命保険からゲーリー・バークヘッド（J. Gary Burkhead）が入社、やがて副会長となった。
1986年、カイザー・スチールのクーデターをめぐって、フィデリティは同じ主要株主のL. F.ロスチャイルドと紆余曲折の末に袂を分かち、放蕩な経営者モンティ・リアルを失脚させた。モンティの取締役会には、Southern California Edisonの最高経営責任者Howard P. Allenと同社元会長William R. Gouldがいた。
フィデリティがブラックマンデー最初の30分で売り全体の25％を占めた事件は、大統領タスクフォースの調査により伝説となった。このようにして売り逃げたフィデリティも、さすがにレイオフを実施した。

## 現在
1990年代、ロスチャイルドやウィルバー・ロス、ついでにチキータ・ブランドのインサイダー取引にかかわったドナルドソン・ラフキン・アンド・ジェンレットも仲間に加えて、フィデリティはドナルド・トランプの経営難を立て直した。
1994年から、フィデリティはメイシーズとフェデレーテッドの合併（英語による説明）を舞台裏で主導した。1995年にマゼランファンドがマイクロン・テクノロジの株を大量に売却し株価を不当に下落させた事件は集団訴訟に発展していたが、1997年フィデリティが1000万ドルを支払うことで決着した。
2001年にベイルアウトしてあったCOLT Telecom を、2015年にフィデリティが買収した。
2002年、ロッキード・マーティンの401k を運用する契約が、エンロン破綻に責任のあるFrank Savage の役員留任へ作用した疑いで、アメリカ労働総同盟・産業別組合会議から非難を浴びた。
2004年12月、ジェフェリーズ・グループの接待で豪遊していた身内のトレーダー16人を懲戒処分した。2006年12月、ウォール街当局が先の一件で1000万ドル近い罰金をジェフェリーズに払わせた。
世界金融危機でウルトラショートボンドファンドに損失を計上したが、そのリスク説明が不足だったとして株主に訴えられた。さらに米司法省と証券取引委員会がフィデリティの資金洗浄防止措置に不備がないか調べるようになった。これはコンプライアンス担当（David van Duyn）が行った内部告発をきっかけとする紛争の延長であった。
2010年4月、フィデリティは債券部門にゴールドマン・サックス出身の財務官僚（Karthik Ramanathan）を迎えた。
2012年2月、フィデリティ・インベストメンツがバンク・オブ・ニューヨーク・メロンの幹部を製品開発に雇用した。6月、メロンに手数料を操作されて株主に損害を出した。11月、そのメロンに外国為替相場の調整を働きかけた。9月にはジョンソン家の個人資産に関する報道がなされている。2013年9月から従業員の401k がフィデリティを訴えるようになる。
2014年3月4日、合衆国最高裁判所が、エンロンの金融スキャンダルを契機に成立した内部告発保護法は公開会社の従業員・契約社員にも適用されると判断した。1995年6月からフィデリティはFMR議決権株の49％を同族保有とし、残りを役員に細かく配分して表面上の公開会社となっていた。9人の裁判官は6対3で、フィデリティの元運用責任者を勝たせた。責任者らは内部告発に対する報復を会社から受けたと主張していた。
2015年12月、金融犯罪防止措置の不行き届きで100万ドルの制裁金を課された。
2016年10月、上場後にロスチャイルドが経営顧問となるアリババグループの未公開株配布をフィデリティのWilliam Danoff などが受け、ダノフは彼とフィデリティの母校であるハーバード大学へ寄付し摘発を免れたことが分かった。ファンドマネージャーに対する報酬の与え方は永らく謎に包まれていたが、本件のような職業倫理にもとる方法はロイターが長い社説をつけて報道した。その一方で翌月にフィデリティは株主への分配金を引き下げたのである。